# Coalition démocratique de l'opposition
Pour les articles homonymes, voir Codo.
La Coalition démocratique de l'opposition (Coligação Democrática da Oposição, CÓDÓ) est un parti politique santoméen fondé en 1986.

## Histoire
La CÓDÓ est fondée en exil en mars 1986, fusionnant l'Union démocratique indépendante de Sao Tomé-et-Principe (en) et le Front de résistance national de Sao Tomé-et-Principe (en).
À sa création, les leaders de la Coalition démocratique de l'opposition sont Virgílio Carvalho, Quintiliano Lavres Amado (venus du FRNSTP) et Albertino Neto. Aux élections présidentielles de 1991 et de 1996, la Coalition démocratique de l'opposition soutient Miguel Trovoada. Elle se présente ensuite aux élections législatives de 1991 — les premières élections multipartites depuis l'indépendance du pays en 1975 — et gagne un siège grâce au vote de 2 000 électeurs (5 %). Elle participe aux scrutins suivants, et est membre en 2002 et 2006 de la coalition Uê Kédadji, qui remporte huit sièges aux élections législatives de 2002. En 2010 (où sa tête de liste est Neves e Silva) et en 2014, la CÓDÓ ne remporte aucun siège à l'Assemblée.
La CÓDÓ est représenté dans le IVe gouvernement constitutionnel, dirigé par Armindo Vaz d'Almeida de 1995 à 1996 sous la présidence de Trovoada.

## Résultats électoraux
| Année | Résultats | Résultats | Sièges | Rang |
| Année | Voix      | %         | Sièges | Rang |
| ----- | --------- | --------- | ------ | ---- |
| 1991  | 2 071     | 5,0       | 1 / 55 | 3e   |
| 1994  | 1 152     | 4,05      | 0 / 55 | 4e   |
| 1998  | 483       | 1,07      | 0 / 55 | 4e   |
| 2002a | 6 398     | 16,20     | 8 / 55 | 3e   |
| 2006a | 534       | 1,03      | 0 / 55 | 7e   |
| 2010  | 129       | 0,19      | 0 / 55 | 10e  |
| 2014  | 98        | 0,15      | 0 / 55 | 10e  |

a Au sein de la coalition Uê Kédadji (8 élus au total en 2002 dont cinq de l'Action démocratique indépendante).